# Lestodiplosis sylvestris
Lestodiplosis sylvestris är en tvåvingeart som först beskrevs av Ephraim Porter Felt 1907.  Lestodiplosis sylvestris ingår i släktet Lestodiplosis och familjen gallmyggor.
Artens utbredningsområde är North Carolina. Inga underarter finns listade i Catalogue of Life.